# Stefano De Luca
Pour les articles homonymes, voir De Luca.
Stefano De Luca (né le 7 avril 1942 à Paceco) est une personnalité politique italienne, ancien député et ancien ministre, chef du Parti libéral italien qu'il a contribué à refonder en 1997.